# Eugenia Zerbini
Eugenia Cristina Godoy de Jesus Zerbini (São Paulo, 1954), conhecida como Eugenia Zerbini, é uma advogada e escritora brasileira.

## Carreira
Formou-se em Direito pela USP, mas ao fazer a pós-graduação na UERJ em 1977 teve seu desligamento pedido pelo SNI por "filiação perigosa".. Optou então por prosseguir os estudos no exterior, concluindo o mestrado em Direito Internacional pela Universidade de Dijon. Voltou para o Brasil e fez o doutorado na USP.
Venceu o Prêmio Sesc de Literatura de 2005 com As netas da Ema, romance sobre um grupo de amigas em torno dos 50 anos que se encontram, relembram os anos da ditadura no Brasil e compartilham suas experiências

## Obras
- 2005 - As netas da Ema - Editora Record
- 2015 - Luciferina - Editora e-galáxia